# Levon Ter-Petrosian
Levon Ter-Petrosian (în armeană: Լևոն Տեր-Պետրոսյան; n. 9 ianuarie 1945) este un om politic din Armenia.
În perioada 1991 - 1998 a fost primul președinte al acestei țări, fiind ales în octombrie 1991, după eliberarea țării de sub dominația fostei URSS.